# Escuela Nacional Preparatoria 8
La Escuela Nacional Preparatoria 8 es una de las nueve escuelas nacionales pertenecientes al bachillerato de la Universidad Nacional Autónoma de México y lleva el nombre del geógrafo mexicano Miguel E. Schulz.

## Historia
Este plantel fue fundado por el presidente Adolfo López Mateos en terrenos aledaños donde alguna vez estuvo el antiguo manicomio de La Castañeda. La inauguración fue llevada a cabo por el presidente Gustavo Díaz Ordaz el 28 de julio de 1965; se dotó al plantel de biblioteca, laboratorios, alberca y gimnasios, completando así los medios para que el alumno recibiera una educación integral.
Fue nombrado director del plantel 8, un universitario con una trayectoria dentro de la Universidad, el licenciado Fernando Castellanos Tena, quien imprimió un sello académico al plantel y una gran unidad entre los profesores.
El plantel cuenta con diversos equipos deportivos, tales como fútbol soccer, fútbol americano, basketball, voleibol, rugby, atletismo, halterofilia, natación, lucha greco-romana, tenis, ajedrez y entre otros.
Se develó una placa el 2 de abril de 2004, designando a la sala B2 con el nombre de quien fuera el primer director del Plantel, Dr. Fernando Castellanos Tena.

## Biblioteca Raúl Pous Ortiz
La biblioteca del plantel, "Raúl Pous Ortiz" cuenta con un servicio automatizado para la consulta de su acervo y estantería abierta, que incluyen libros, videos y revistas.